# Шур, Вильгельм
Вильгельм Шур (нем. Wilhelm Schur; 15 апреля 1846, Альтона — 1 июля 1901, Гёттинген) — немецкий астроном.

## Биография
Начал заниматься астрономией в обсерватории в Альтоне, с 1863 г. учился в Кильском университете, затем в Гёттингене занимался под руководством Вильгельма Клинкерфуса. С 1873 года был астрономом Страсбургской обсерватории, в 1886 году — профессор Гёттингенского университета и директор тамошней обсерватории.

## Публикации
- «Bahnbestimmung der Doppelsterne 70 p Ophiuchi» (Альтона, 1867, и Киль, 1894);
- «Bestimmung der Masse des Planeten, Jupiter aus Heliometerbeobachtungen der Abstände seiner Satelliten» (Галле, 1882);
- «Die Oerter der hellern Sterne der Präsepe» (1895) и др.